# Tierra Whack
Tierra Helena Whack (11 d'agost de 1995) és una rapera, cantant i compositora americana. Fins al 2017 utilitzava el nom artístic Dizzle Diz. El seu àlbum debut, Whack World (2018) va ser molt aclamat per la crítica i el videoclip del seu single Mumbo Jumbo va ser nominat Millor Vídeo Musical als Premis Grammy de 2019.

## Educació
Whack va néixer el 1995 i va ser criada per la seva mare a Filadèlfia, Estats Units. Té dues germanes petites. En una entrevista a The Fader de 2018, Whack explica que no té contacte amb el seu pare. Va estudiar cant a l'Acadèmia d'Arts Benjamin Rush durant tres anys abans d'acabar l'escola secundària a Atlanta, Georgia. A l'acadèmia era una de les poques estudiants negres en un ambient predominantment blanc.
L'any 2011, sota l'alies Dizzle Dizz, Whack va aparèixer en un vídeo de freestyle produït pel col·lectiu de música underground de Filadèlfia We Run the Streets. Va publicar algunes cançons sota el nom Dizzle Dizz, com Dizzy Rascvls, però va aturar la seva activitat a causa de la depressió que patia. La seva mare va decidir traslladar la família a Atlanta per a que Whack pogués acabar els seus estudis a l'escola superior. Una vegada allà, Whack va començar a treballar rentant cotxes a la franquícia americana Mister Car Wash per estalviar. Era la única dona que hi treballava. Amb els diners, va comprar-se un portàtil Mac i va poder gravar les seves cançons.

## Carrera musical

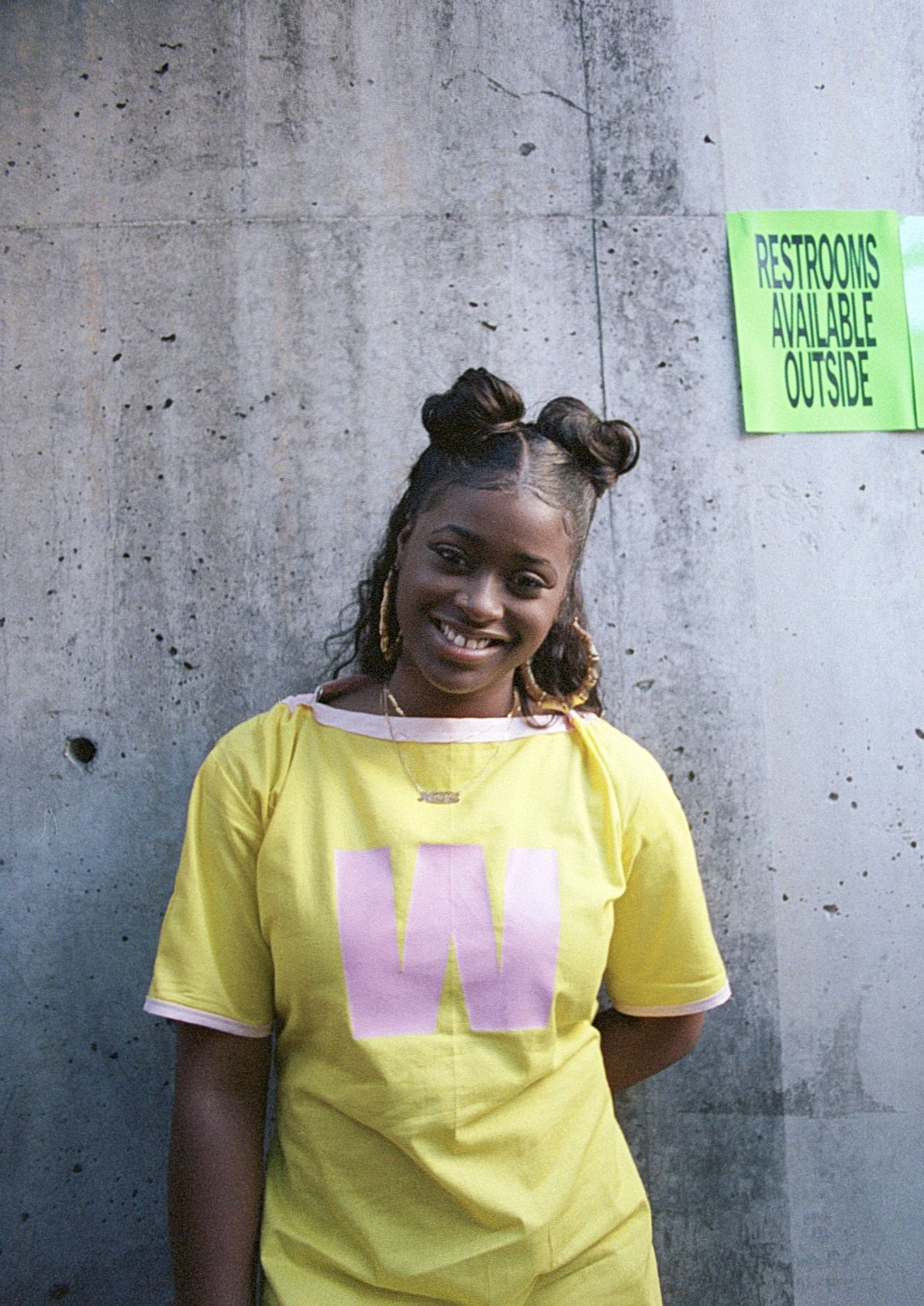
Tierra Whack el 2018

### 2015–17: inicis
El 2015, Whack, que ja havia tornat a Filadèlfia, va reprendre el contacte amb Kenete Simms, una enginyera de so i productora musical que havia conegut d'adolescent, i comencen a treballar juntes. Dos anys més tard, aconsegueix un contracte amb la discogràfica Interscope Records.
El març de 2017, Whack va debutar com a Tierra Whack amb tres cançons: Toe Jam, Child Please i Shit Happens. L'octubre d'aquell mateix any, Whack publica Mumbo Jumbo, un single de hip hop amb un videoclip dirigit per Marco Prestini. El 2017 va anar de gira amb Flying Lotus.

### 2018–actualitat:WhackWorld i singles setmanals
L'àlbum debut de Tierra Whack, Whack World, va sortir el 30 de maig de 2018. L'aclamada publicació de crítica musical Pitchfork va donar-li la categoria de "Best New Music". Els crítics van elogiar el format inusual de l'àlbum, en què cada cançó dura aproximadament 1 minut. Cada cançó va sortir publicada a l'Instagram de Whack acompanyada d'un clip dirigit per Thibaut Duverneix i Mathieu Léger. La cançó Mumbo Jumbo va estar nominada a Millor Vídeo Musical pels Premis Grammy de 2019. A partir del 19 de febrer de 2019, Whack va publicar un single per setmana durant cinc setmanes sota el hashtag #whackhistorymonth.
Ha col·laborat amb Flying Lotus a la cançó Yellow Belly, inclosa al disc Flamagra, i ha estat nomenada membre del "XXL's 2019 Freshman Class" de la revista XXL el 20 de juny de 2019.